# Mighty ReArranger
Mighty ReArranger — 8-й сольний альбом колишнього вокаліста британського рок-гурту «Led Zeppelin» Роберта Планта. Альбом став другою роботою Планта за участю його гурту «Strange Sensation». 25 квітня 2005 року альбом вийшов по всьому світу, 9 травня у Великій Британії і 10 травня у США.

## Концепція
У піснях альбому є суміш етнічних і західноєвропейських музичних впливів. У ньому зачіпається тема релігії, містики і долі, яка розглядається як сутність, що керує справами людства. Пісня «Freedom Fries» містить критику президента Джорджа Буша і політику США після подій 11 вересня 2001 року.

## Реліз
У Франції було випущено спеціальне видання альбому, що містило додатковий диск з піснями-бонусами, які були записані в Парижі у студії «104» 9 червня 2005 року. 20 березня 2007 року вийшло ремастоване видання альбому. Альбом також потрапив до спеціального видання «Nine Lives» 2006 року, що містило 9 сольних альбомів Роберта Планта. Спеціальне видання альбому продається виключно у мережі магазинів роздрібної торгівлі американської компанії «Best Buy», воно містило додатковий диск з 44-хвилинним інтерв'ю Планта, яке взяв у нього британський журналіст Найджел Вільямсон.

## Оцінки
«Mighty ReArranger» посів 4 позицію в британських чартах і 22 у американському «Billboard 200».
У 2005 році альбом  увійшов до рейтингу «Top 100 Editor's Picks» компанії «Amazon.com», був номінований на дві премії «Греммі» — «Найкращий сольний рок-вокал» за пісню «Shine It All Around» і Найкраще виконання в стилі хард-рок» за пісню «Tin Pan Valley».

## Трекліст
1. «Another Tribe» – 3:17
2. «Shine It All Around» – 4:03
3. «Freedom Fries» – 2:53
4. «Tin Pan Valley» – 3:47
5. «All the Kings Horses» – 4:20
6. «The Enchanter» – 5:27
7. «Takamba» – 4:06
8. «Dancing in Heaven» – 4:26
9. «Somebody Knocking» – 3:47
10. «Let the Four Winds Blow» – 4:52
11. «Mighty ReArranger» – 4:25
12. «Brother Ray» – 1:12

«Shine It All Around (Girls Remix)» – 7:31
Ремастоване видання з бонус-треками (2007)
1. «Red, White and Blue» – 3:11
2. «All the Money in the World» – 3:12
3. «Shine It All Around» (Girls Remix) – 7:31
4. «Tin Pan Valley» (Girls Remix) – 6:21
5. «The Enchanter» (UNKLE Reconstruction)

У даній версії трек «Brother Ray» було розширено коміксом до пісні «Shine It All Around».
Спеціальне видання з бонус-треками (2005)
1. «Shine It All Around» – 4:50
2. «Black Dog» – 5:03
3. «Freedom Fries» – 5:47
4. «When the Levee Breaks» – 6:28
5. «All the Kings Horses» – 4:47
6. «Takamba» – 4:49
7. «Tin Pan Valley» – 6:28
8. «Gallows Pole» – 5:39
9. «The Enchanter» – 7:55
10. «Mighty ReArranger» – 5:43
11. «Whole Lotta Love» – 10:31

Групою також були записані пісні «Another Tribe», «Morning Dew», «Babe I'm Gonna Leave You» і «Mighty ReArranger».

## Персонал
Роберт Плант і «Strange Sensation»
- Роберт Плант - вокал, гармоніка, продюсер
- Джастін Адамс - електрогітара, бендір, тегардант, гітара, бас-гітара
- Джон Багготт - клавішні, синтезатор, бас-гітара
- Біллі Фуллер - бас-гітара і контрабас
- Клайв Димер - ударні, бендір
- Лайам Тайсон - акустична гітара і електрогітара, гітара, бас-гітара

Технічний персонал;
- Стів Еванс - мікшування
- Філ Джонстон - продюсер
- Марк Стент - продюсер